# Mercado Común Árabe
El Mercado Común Árabe es la idea de la unión económica y hermandad política aún no lograda transcurridos 60 años de la creación de la Liga Árabe. Su referente sería la Unión Europea, como ámbito de prosperidad económica y estabilidad política. Los dirigentes y visionarios árabes consideran que la UE es el camino a seguir, dado que ésta comenzó como una comunidad económica para después pasar a una unión política.
Hace 15 años que los países de la región acordaron crear un Mercado Común Árabe, un proyecto que nunca se ha realizado. Para ello, ahora se considera la refundación de la Liga Árabe y la reconsideración de sus mecanismos, así como la creación de una zona de libre comercio y movimiento de personas.

## Datos estadísticos
El idioma común de los 22 países miembros (algunos de los cuales con importantes minorías étnicas), sería el árabe (aunque este tendría diferentes dialectos). Con una superficie de 13.687.041 kilómetros cuadrados, la idea del Mercado Común Árabe abarcaría, oeste a este, a los siguientes países: Mauritania, Marruecos, Argelia, Túnez, Libia, Sudán, Egipto, Somalia, Yibuti, Comores, los Territorios Palestinos, Jordania, Líbano, Siria, Irak, Arabia Saudí, Kuwait, Baréin, Catar, Emiratos Árabes Unidos, Omán, Yemen.
El PIB per cápita (2007) es de 13.441 dólares, para una población de 339.510.532 habitantes.

## Pros y contras
Pros:
- Existe el ejemplo del Consejo de Cooperación del Golfo, que engloba a Arabia Saudí, Kuwait, Baréin, Emiratos Árabes Unidos, Catar, y Omán. Éste sería la organización regional matriz, la cual tendría proyectada la unión monetaria para 2010.
Contras:
- Para establecer un Mercado Común Árabe, a los países implicados les quedaría mucho por recorrer, dado que es una zona que se encuentra todavía en pleno proceso de construcción (e incluso reconstrucción) de sus infraestructuras.
- Los países árabes carecen de una red de comunicaciones que les una, como muestra la casi completa ausencia de redes ferroviarias, o de proyectos de conexión internacional de gran envergadura.
- Limitaciones de la red portuaria, la cual contaría con 95 puertos, de los que sólo 35 tendrían capacidad para grandes contenedores.
- El paro se sitúa en el 22% de la población activa, con un incremento anual del 1'5%, y estando desempleados el 54% de los jóvenes. Son 18 millones de parados sólo en el área del Golfo Pérsico, con 17 millones de inmigrantes.
- Inestabilidad, conflictos y falta de democracia
- Falta de disposición a ceder poder a instituciones comunitarias.
- Nula armonización legal.